# Claude Bernard
Claude Bernard, francoski fiziolog in akademik, * 12. julij 1813, Saint-Julien, Rhône, Francija, † 10. februar 1878, Pariz.
Odraščal je kot sin skromnega vinogradnika in sprva hotel postati dramatik, nato pa je vpisal študij medicine na Collège de France in se pričel ukvarjati z eksperimentalno fiziologijo pod mentorstvom Françoisa Magendieja. Kot izjemno spreten eksperimentator je izvedel veliko število poskusov na živalih, s katerimi je razkrival mehanizme fizioloških procesov, kot so dihanje in vzdrževanje telesne temperature ter koncentracije krvnega sladkorja.
Je oče sodobne eksperimentalne fiziologije, ki ji je s svojim poudarjanjem pomena objektivnih poskusov postavil temelje, hkrati pa s tem vplival tudi na znanost kot celoto. Odkril je tudi nekaj bistvenih fizioloških procesov, predvsem t. i. notranji miljé, danes znan kot homeostaza. Že za časa življenja je bil prepoznan kot najslavnejši francoski znanstvenik vseh časov, kasneje pa je v laični javnosti prevladalo zgražanje nad vivisekcijo, ki jo je prakticiral, zato je njegov pomen za znanost izven strokovnih krogov zdaj nekoliko prezrt.

## Življenje in delo
Rodil se je leta 1813 v Saint-Julienu, v skromni družini vinogradnika, ki je mlad umrl in zapustil le kup dolgov. Bernard se je sprva šolal pri jezuitih v domačem kraju, srednjo šolo pa je zaradi pomanjkanja denarja opustil in se zaposlil kot vajenec pri lekarnarju v predmestju Lyona. Takrat ga je zanimalo predvsem gledališče, zato je leta 1834 odšel v Pariz, da bi poskusil prodreti kot dramatik. Ko pa je kritik Saint-Marc Girardin prebral njegovo prvo dramo, mu je svetoval, naj se rajši vrne k medicini. Tako je Bernard vpisal študij medicine na Collège de France, kjer ni posebej blestel, ga je pa vzel pod okrilje pionir eksperimentalne fiziologije François Magendie, ki je vodil enega prvih laboratorijev na tem področju. Bernard je nanj napravil vtis s svojo veščino pri seciranju, zato je postal njegov asistent (preparateur), sočasno pa je deloval tudi kot zdravnik v lokalnem Hôtel-Dieu (katoliški bolnici za revne). Magendie je na Bernarda močno vplival s svojim materializmom in zavračanjem avtoritet v znanosti, poleg tega pa ga je uvedel tudi v poskuse na živalih, pomembno in takrat v Franciji še nekontroverzno metodo fizioloških raziskav. Bernard je objavil anatomsko študijo odrastka obraznega živca in leta 1841 diplomiral z disertacijo o funkciji želodčnega soka v prehrani, s čimer je začrtal obe glavni področji svojega prihodnjega delovanja: nevrofiziologija in fiziologija presnove.
Kmalu je postal nezadovoljen s položajem asistenta brez perspektive za napredovanje, zato je odstopil. Brez prihodkov je začel razmišljati o tem, da bi odprl zdravniško prakso, takrat pa mu je prijatelj uredil poroko z Marie-Françoise Martin, hčerko bogatega in uglednega zdravnika, ki mu je prinesla 60.000 frankov dote ter mu omogočila nadaljevati z raziskavami, čeprav se je sam zakon izkazal za strašno nesrečnega. Žena mu je zamerila nizke dohodke, razburilo pa jo je tudi to, da je prinašal secirane živali domov. Imela sta tri otroke, hčerki Jeanne-Henriette in Marie-Claude ter sina, ki je umrl kmalu po rojstvu. Kasneje je postala odkrita nasprotnica vivisekcije.

### Eksperimentalno delo
V naslednjih letih je Bernard izvedel vrsto poskusov, ki so ga pripeljali do nekaterih njegovih najpomembnejših odkritij. Najprej je s seciranjem zajcev odkril vlogo trebušne slinavke, čigar izločki razgrajujejo maščobe na maščobne kisline in glicerol (pred tem je veljalo prepričanje, da prebava v celoti poteka v želodcu). Odkritje ga je vodilo k raziskavam jeter, kjer je odkril glikogen in dokazal, da gre za sladkor, ki ga jetra sama sintetizirajo kot zalogo in spet razgrajujejo ter sproščajo v krvni obtok za vzdrževanje stalne koncentracije sladkorjev v krvi. Spoznanje, da kompleksnih ogljikovih hidratov ne sintetizirajo in skladiščijo samo rastline, je bilo za tisti čas prelomno. Sam je želel preučiti presnovo vseh razredov hranilnih snovi, vendar se je do konca svoje kariere ukvarjal predvsem s presnovo ogljikovih hidratov, s katerimi je začel, zlasti v povezavi s sladkorno boleznijo. Na področju nevrofiziologije je razvozlal regulacijo telesne temperature z vazomotoričnimi živci, pri čemer je še slavni fiziolog Johannes Peter Müller nedavno prej zapisal, da žile niso omišičene. Ukvarjal se je še z drugimi problemi, denimo delovanjem strupa kurare, kjer je bilo njegovo spoznanje, da učinkovine delujejo tarčno na določene procese, bistvenega pomena za razvoj farmakologije. Z opažanjem, da kurare deluje samo na motorične povezave, je poleg tega odkril delitev na motorične in senzorične živce.
Pot do njegovih odkritij se je običajno začela z naključnim opažanjem, nakar je na podlagi izkušenj in predhodnega znanja razdelal hipotezo o fiziološkem mehanizmu opazovanega pojava ter načrtoval poskus. Verjel je namreč, da je manipulacija opazovanega sistema bistvena za pridobivanje znanja, in zavračal takratno prakso v medicini, ki se je po njegovem pretirano zanašala na pasivno opazovanje, posploševanje in stare dogme. Med eksperimentalnim delom pa je bil pozoren, da ga vnaprej postavljena hipoteza ni vodila k zaključkom. Rezultati so bili pogosto nasprotni od pričakovanj, v tem primeru je brez pomislekov zavrgel izvirno hipotezo in skladno z dejstvi sestavil novo razlago. Bil je tudi vztrajen in je napadal problem z novimi in novimi poskusi, dokler ni prišel do logičnega zaključka ali odkril drugega, vznemirljivejšega problema.
Večino poskusov je opravil v majhni in temni sobi na Collège de France, ki je bila na voljo njemu in Magendieju v ta namen, in z zelo skopim financiranjem. Občasno je izprosil tudi uporabo laboratorijev pri prijateljih ali delal v svojem stanovanju (na grozo žene). Slabe pogoje v tem času je kasneje krivil za svoje zdravstvene težave, vendar je kljub okoliščinam plodovito raziskoval in objavljal. Ključni za uspeh sta bili njegova spretnost in natančnost pri seciranju.

### Kasnejša leta in teoretsko delo
Leta 1847 je postal Magendiejev namestnik na Collège de France, a tudi s tem položajem ni bil zadovoljen in je znova začel razmišljati o opustitvi raziskovalnega dela. Vendar pa je že bil vzbudil pozornost strokovne javnosti s svojimi rezultati, kar mu je leta 1854 prineslo položaj profesorja splošne fiziologije na pariški Sorboni, hkrati pa je bil izvoljen tudi za člana Akademije za medicino in kirurgijo. Ko je njegov mentor Magendie leta 1855 umrl, je prevzel njegovo profesorsko mesto na Collège de France. Sčasoma se je njegov sloves razširil po vsem svetu, tako da so se v njegov laboratorij prihajali učit študentje z vse Evrope in celo Združenih držav Amerike ter Orienta. Med njimi so znani Elias von Cyon, Wilhelm Kühne, Peter Ludvig Panum in Louis-Antoine Ranvier, pa Ivan Romanovič Tarkanov iz Rusije ter Bernardovi asistenti Paul Bert, Albert J. Dastre in Jacques Arsène d'Arsonval. Ti so kasneje delovali kot profesorji fiziologije po različnih evropskih univerzah in pripomogli k hitri uveljavitvi Bernardovih načel v znanosti.
Konec 1850. let je zaradi zdravstvenih težav pričel opuščati eksperimentalno delo in se posvetil filozofiji znanosti ter vzpostavitvi eksperimentalne fiziologije kot samostojnega področja. Leta 1864 je obiskal francoski dvor, kjer je navdušil takratnega cesarja Napoleona III., ki mu je nato preskrbel dva dobro opremljena laboratorija, enega na Sorboni in drugega v botaničnem vrtu Jardin des Plantes, kjer je bil zanj ustanovljen položaj profesorja splošne fiziologije. Predah od eksperimentov mu je omogočil razmišljati o teoretskih problemih, rezultat česar je bila knjiga Uvod v študij eksperimentalne medicine (fr. Introduction à l'étude de la médecine expérimentale, 1865). V njej podaja osnovna načela živalske fiziologije, ki jih ilustrira z opisi lastnih poskusov. Teoretsko razpravo v knjigi zaznamuje njegovo nasprotovanje vitalizmu. Namesto tega je zagovarjal materialistični determinizem, pa vendar ni skušal procesov v živih bitjih zreducirati zgolj na splet kemičnih reakcij, saj se je zavedal, da gre za kompleksnejše sisteme in je fiziologijo obravnaval ločeno tudi od kemije. Najprodornejši teoretski koncept, ki ga je razvil v tem obdobju in ga omenjal v svojih delih do konca življenja, pa je ideja o notranjem miljeju oz. notranjem okolju, vsakemu organizmu lastni in stabilni kombinaciji fizikalno-kemičnih dejavnikov, ki jo telo aktivno vzdržuje, saj je ključna za preživetje v spreminjajočem se okolju. Izhajal je iz več opazovanj, predvsem funkcije jeter, ki s pretvarjanjem glikogena vzdržujejo stalno koncentracijo sladkorja v krvi, in vazomotorične regulacije telesne temperature, za katero je prej dokazal, da je pod nadzorom osrednjega živčevja. Konceptu, ki je danes osrednjega pomena v fiziologiji, pa njegovi sodobniki niso posvečali nikakršne pozornosti in so ga fiziologi prevzeli šele pol stoletja po njegovi smrti.
Vrhunec Bernardove kariere v teh letih je sovpadal z ločitvijo od žene Marie-Françoise in novimi zdravstvenimi težavami. Kasneje se je zbližal z intelektualko Marie Raffalovich, ki mu je s svojim znanjem jezikov pomagala pri preučevanju strokovne literature. Sicer je po ločitvi živel samotarsko v svojem stanovanju nasproti Collège de France in se je izogibal družabnemu življenju Pariza. Imenovan je bil za dosmrtnega člana francoskega senata (politično telo brez prave moči v času vladavine Napoleona III.) in se redno udeleževal sej, vendar pri razpravah ni sodeloval. Kot zavednega Francoza pa ga je prizadela usoda njegove države ob porazu v vojni s Prusijo; tik pred obkolitvijo Pariza se je umaknil v rodni Saint-Julien, od koder se je lahko vrnil šele čez 9 mesecev. V naslednjih letih se je njegovo zdravje vztrajno slabšalo. Nazadnje je v začetku leta 1878 v hladnih in vlažnih prostorih, kjer je opravljal poskuse, staknil prehlad, ki je prerasel v akutno vnetje ledvic, za katerim je 10. februarja umrl. Zadnje dni ga je negovala Marie Raffalovich, nekdanja žena in hči pa se mu nista hoteli niti približati več.

## Dela
Glavna dela:
- Recherches sur une nouvelle fonction du foie considéré comme organe producteur de matière sucré chez l’homme et les animaux, Paris, Martinet, 1853, 97 str. OCLC 8856191 (druga doktorska disertacija)
- Introduction à l’étude de la médecine expérimentale, 1865. OCLC 600479635 (Rééd. Champs, Flammarion, ISBN 2080811371).
- Principes de médecine expérimentale, Émile Martinet éditeur, 1867, 160 str. OCLC 45998924

Zapiski predavanj:
- Leçons de physiologie expérimentale appliquée à la médecine, 1855-56, dve knjigi
- Leçons sur les effets des substances toxiques et médicamenteuses, 1857, 488 str. OCLC 697959494
- Leçons sur la physiologie et la pathologie du système nerveux, 1858, 560 str. OCLC 37880051
- Leçons sur les propriétés physiologiques et les altérations pathologiques des différents liquides de l’organisme, 1859, dve knjigi OCLC 8856842
- Leçons et expériences physiologiques sur la nutrition et le développement, 1860
- Leçon sur les propriétés des tissus vivants, 1866
- Leçons de pathologie expérimentale et leçons sur les propriétés de la moelle épinière, 1872
- Leçons sur les phénomènes de la vie communs aux animaux et aux végétaux, 1878, dve knjigi

Objavljal je tudi članke o temah, ki jih je preučeval, v revijah, kot so Gazette médicale, poročila Francoske akademije znanosti in Biološkega društva (Société de biologie) ter Revue des deux Mondes. Poleg tega je objavil poročilo o napredku fiziologije v Franciji – Rapport sur les progrès et la marche de physiologie générale en France (1867).
Kljub Bernardovemu velikemu pomenu za fiziologijo in znanost kot celoto pa do zdaj še ni integralne izdaje njegovih publikacij ter drugih zapiskov, kar otežuje interpretacijo njegovih idej.

## Priznanja in zapuščina
Že za časa svojega življenja je Bernard zaslovel s svojimi odkritji in je prejel praktično vsa najvišja francoska priznanja na področju znanosti. Izvoljen je bil za člana Académie française in kasneje za enega od 40 »nesmrtnih« ter predsednika akademije. Odlikovan je bil tudi z državnim redom poveljnika legije časti, britanska Kraljeva družba iz Londona pa ga je sprejela za tujega člana in mu leta 1876 podelila svojo Copleyjevo medaljo. Ob smrti je bil kot prvi znanstvenik pokopan z državniškimi častmi na pokopališču Père-Lachaise, kasneje pa so pred poslopjem Collège de France postavili njegov kip. Še en njegov kip stoji na dvorišču medicinske fakultete v Lyonu, francoska pošta pa je izdala tudi znamko z njegovo podobo.
Tudi v širši javnosti je bil prepoznaven kot arhetip znanstvenika, podobno kot v 20. stoletju Albert Einstein. Posredno ali neposredno je omenjen v različnih umetniških delih, kot je denimo roman Bratje Karamazovi. Pisatelj Émile Zola je njegovo življenjsko zgodbo uporabil za osnovo svojega romana Doktor Pascal, Bernardovo delo pa naj bi navdahnilo tudi njegov koncept eksperimentalnega romana.
Kmalu po Bernardovi smrti pa je spomin nanj v javnosti zbledel, verjetno deloma zaradi naraščajočega javnega odpora proti vivisekciji in deloma zaradi vzpona novega znanstvenega heroja, Louisa Pasteurja, čigar odkritja so prav tako prispevala k reševanju življenj, a bolj neposredno in skozi »čisto« kemijo. Še danes je Bernard s svojimi dosežki izrinjen iz javnega spomina in ga pogosteje, a v negativni luči omenjajo le aktivisti za pravice živali. Po drugi strani so njegova dela, predvsem Uvod v študij eksperimentalne medicine, še zdaj v tisku v več jezikih in ponekod še obvezno branje za študente fiziologije.

### Claude Bernard in znanstvena metoda
Njegovo poudarjanje osrednjega pomena poskusa v procesu preučevanja naravnih pojavov je bil Bernardov ključen doprinos sodobni znanstveni metodi. V njegovem času je bila medicina še vedno podobna alkimiji, na podlagi opazovanja živih sistemov so, po načelih metafizike ali sholastike, z dedukcijo izpeljali vse posledice pojava. Prevladovale so nadnaravne, vitalistične razlage, zlasti pa je bila avtoriteta zdravnikov nad znanostjo in nezmotljiva. Za Bernarda pa je bila hipoteza, četudi prav tako a priori ideja, predvsem vprašanje, previdna napoved posledic, ki jo je treba s pomočjo novih in novih poskusov soočiti z realnostjo ter hipoma zavreči, če se izsledki poskusov ne ujemajo z napovedjo (seveda pod pogojem, da je poskus dobro zastavljen in natančno izveden). Iz tega pristopa je med drugim izhajalo, da samo z znanjem anatomije, ki je včasih veljala za mati vseh ved o živem, ne moremo zadovoljivo razumeti delovanja organizmov.
Deterministična filozofija se pri njem odraža na dva načina: v tezi, da imajo tudi »višje« funkcije živih bitij fizikalno-kemično osnovo, kar zaobide teleološko/metafizično iskanje »bistva« pojavov (z drugimi besedami, znanost mora iskati odgovor na vprašanje »kako«, ne »zakaj«), in v vztrajanju pri obnovljivosti – zahtevi, da mora poskus ob enakih začetnih pogojih vedno dati enake rezultate. To je še drugi temelj sodobne znanosti, ki ga je postavil.
Preboj, ki ga je s tem sprožil, se je najprej odrazil v medicini. Prvič se je uveljavilo zavedanje, da lahko človek razume in vpliva na patofiziološke mehanizme ter z umetnimi posegi pomaga vzpostaviti homeostazo v telesu, kar je vodilo v nesluten razmah medicinske znanosti v 19. stoletju. Pokazal je tudi, da lahko celo strupi, kakršen je kurare, pomagajo pri raziskovanju bioloških procesov. Neposredno so njegova odkritja vplivala na razvoj raznih vej medicine, kot so anesteziologija, kirurgija, farmakologija, interna medicina, toksikologija in nevrologija, njegovi metodološki temelji pa so revolucionalizirali celotno znanost, ki še danes upošteva ista načela.

### Spor glede vivisekcije
Bernard ni bil prvi, ki se je ukvarjal s poskusi na živalih oz. vivisekcijo, je pa pristop s prelomnimi odkritji približal širši javnosti. Že takrat je bil tarča kritikov, ki so izpostavljali krutost njegovega početja, na čelu z ženo Marie-Françoise, pa tudi eden od njegovih učencev, britanski zdravnik George Hoggan, je javno obsodil dogajanje v Bernardovem laboratoriju. Večina nasprotnikov si ga zaradi njegovega ugleda ni upala neposredno napadati in so namesto tega kritizirali njegovega mentorja Magendieja, pa še to šele po smrti slednjega.

»[Veda o življenju] je prelepa in slepeče obsijana dvorana, v katero je mogoče priti le skozi dolgo, odurno kuhinjo«.

Claude Bernard, Uvod v študij eksperimentalne medicine (1865)
Bernard sam je večkrat javno zagovarjal vivisekcijo kot nujno za napredek na področju fiziologije, saj na človeku ni etično eksperimentirati in izpostavil, da če človek uporablja živali za prehrano, delo in druge koristi, bi bilo nerazumno to uporabo odrekati znanosti, kjer je na račun trpljenja razmeroma majhnega števila živali ogromno koristi za človeka. Kljub temu je Hogganovo pismo v časopisu Morning Post leta 1875 sprožilo burno javno razpravo in ustanovitev prvega društva proti vivisekciji v Veliki Britaniji, ki so se mu pridružili številni umetniki, politiki in predstavniki duhovščine. V Franciji je tovrstno društvo nastalo po Bernardovi smrti in tema ostaja kontroverzna še danes, čeprav vlada v znanosti širok konsenz o nenadomestljivosti poskusov na živalih za napredek fiziologije in drugih področij biologije, dejavnost pa je regulirana. Za primer, Bernardovo odkritje glikogena je spodbudilo nove raziskave presnove ogljikovih hidratov, ki so na koncu vodile do odkritja inzulina in razvoja terapije za sladkorno bolezen (Frederick G. Banting, John J.R. Macleod in sodelavci, 1923, prav tako s poskusi na živalih), ki je še pred stoletjem pomenila smrtno obsodbo za bolnike, danes pa jo rutinsko obvladujemo.

### Ideja stanovitnosti notranjega okolja
Koncept notranjega miljeja, ki predstavlja poenoteno razlago različnih fizioloških procesov v telesu, je bil za časa Bernardovega življenja prezrt, kljub temu, da ga je poudarjal v svojih objavah in na javnih predavanjih. Kvečjemu bežno ga omenjajo biografije, ki so izšle tekom naslednjega pol stoletja. Šele z vzponom evolucijske misli je pridobil na pomenu kot osrednja razlaga in usmeritev v fiziologiji. Leon Fredericq je leta 1882 odkril, da je pri »višje razvitih« organizmih ionska sestava telesnih tekočin bolj neodvisna od zunanjega okolja kot pri »nižjih« in to predlagal kot dokaz za evolucijo »bolj prostoživečih« življenjskih oblik. Rene Quinton in Archibald Macallum sta njegovo idejo razdelala in razvila hipotezo, da je življenje nastalo v morju, ostanek katerega predstavljajo telesne tekočine, ki jih je obdal integument. Proti koncu stoletja so nova odkritja razkrila evolucijski trend razvoja vedno zapletenejših mehanizmov vzdrževanja notranjega okolja.
V začetku 20. stoletja je napredek kemije in elektrotehnike omogočil natančno preučevanje ionske sestave organizmov ter vloge živčevja v življenju živali, kar je še utrdilo Bernardovo teorijo. Neposredno so se nanjo sklicevali med drugim William Bayliss in Ernest Starling (soodkritelja prvega znanega hormona), John S. Haldane in Joseph Barcroft (raziskovalca regulativne vloge dihanja) ter Charles S. Sherrington (oče sodobne nevrofiziologije). Veliko zaslug za uveljavitev Bernardovih idej je imel Američan Walter B. Cannon, ki je pojasnil regulativno vlogo simpatičnega živčevja in skoval besedo homeostaza. Cannon jo je pričel uporabljati širše, za razlago vedenj in socioloških pojavov. Njegov sodobnik Norbert Wiener jo je posplošil še na nežive procese in formaliziral kot novo vedo, kibernetiko. Iz Bernardovih teorij je vzniknilo tudi področje sistemske biologije.

### Poimenovanja
Po Bernardu so med drugim poimenovani:
- Claude-Bernard-Hornerjev sindrom (krajše samo Hornerjev sindrom) – ptoza (povešenost) veke z nekaterimi drugimi znaki, ki največkrat kažejo na obporodno poškodbo brahialnega pleteža.[20]
- Bernardova žlezna plast - notranja plast celic, ki obdaja acinarne strukture trebušne slinavke.[12]
- Univerza Claudea Bernarda v Lyonu (Université Claude Bernard Lyon 1, krajše Univerza v Lyonu 1), del javnega visokošolskega sistema Univerze v Lyonu, specializirana za naravoslovje in medicino.[21]